# Atlanta Beat (WUSA)
Atlanta Beat war eine US-amerikanische Frauenfußballmannschaft aus Atlanta, die in der Women’s United Soccer Association spielte. Das Team absolvierte seine Heimspiele zunächst im Bobby Dodd Stadium auf dem Campus des Georgia Institute of Technology, ab der zweiten Saison trug es seine Heimspiele im Alonzo Herndon Stadium aus, das sich auf dem Campus des Morris Brown College befindet.

## Geschichte
Das Franchise wurde im Jahr 2001 gegründet und nahm im April desselben Jahres den Spielbetrieb in der neu geschaffenen Women’s United Soccer Association (WUSA) auf. Als einziges der teilnehmenden Teams gelang es den Atlanta Beat in allen drei Saisons der WUSA, die Play-offs zu erreichen. In den Jahren 2001 und 2003 gelangte man bis ins Finale um den Founders Cup, verlor dieses jedoch gegen die Bay Area CyberRays bzw. Washington Freedom.
Nachdem die Liga aufgrund finanzieller Probleme ihren Spielbetrieb einstellte, wurde das Team im September 2003 aufgelöst.
Am 9. Oktober 2009 wurde bekannt gegeben, dass ein neues Team aus Atlanta unter dem gleichen Namen am Spielbetrieb der neu gegründeten Women’s Professional Soccer (WPS) teilnehmen wird.

## Saisonstatistiken
| Jahr | Liga | Regular Season | Play-offs              | Zuschauerschnitt |
| ---- | ---- | -------------- | ---------------------- | ---------------- |
| 2001 | WUSA | 1. Platz       | Verlierer Founders Cup | 11.092           |
| 2002 | WUSA | 4. Platz       | Halbfinale             | 6.784            |
| 2003 | WUSA | 2. Platz       | Verlierer Founders Cup | 6.958            |

## Bekannte Spielerinnen
- Maribel Domínguez (2003)
- Charmaine Hooper (2001–2003)
- Cindy Parlow (2001–2003)
- Conny Pohlers (2003)
- Homare Sawa (2001–2003)
- Briana Scurry (2001–2003)
- Nikki Serlenga (2001–2003)
- Sun Wen (2002)